# STS-123
STS-123 (ISS-1J/A) e сто и двадесет и втората мисия на НАСА по програмата Спейс шатъл, двадесет и първи полет на совалката Индевър, полет 1J/A (26-и на совалката) към Международната космическа станция (МКС).

## Екипаж

### При старта

#### На совалката
| Пост                    | Астронавт                                     |
| ----------------------- | --------------------------------------------- |
| Командир                | Доминик Гори четвърти космически полет        |
| Пилот                   | Грегъри Харалд Джонсън първи космически полет |
| Специалист на мисията 1 | Ричард Линехан четвърти космически полет      |
| Специалист на мисията 2 | Робърт Бенкън първи космически полет          |
| Специалист на мисията 3 | Майкъл Форман първи космически полет          |
| Специалист на мисията 4 | Такао Дои (JAXA) втори космически полет       |

#### ОтЕкспедиция 16
| Пост          | Астронавт                            |
| ------------- | ------------------------------------ |
| Бординженер 2 | Гарет Райсмън първи космически полет |

### При кацането
Екипажът на совалката плюс бординженерът от първия етап на Експедиция 16 на МКС
| Пост          | Астронавт                               |
| ------------- | --------------------------------------- |
| Бординженер 2 | Леополд Ертц ЕSA втори космически полет |

### Резервен член основния екипаж
| Пост                                 | Астронавт            |
| ------------------------------------ | -------------------- |
| Специалист на мисията (за Такао Дои) | Наоко Ямазаки (JAXA) |

- Броят на полетите е преди и включително тази мисия.

## Полетът
Основната цел на мисия STS-123 е доставка в орбита на първата част от японския модул Кибо – т. нар. Херметизиран товарен модул и манипулатора за специални цели Декстър. С доставката на тази част от модула вече в орбита са представени всички 15 страни-партньори в проекта МКС (САЩ, Русия, Канада, Япония и 11-те члена на ESA). Сменен е и бординженера на Експедиция 16 на станцията.
За изпълнение на задачите на полета са извършени пет излизания в открития космос, по време на които е инсталиран Декстър и е скачена е временно за модула Хармъни частта от Кибо.
Мисията е една от най-продължителните на космическите совалки и е мисията с най-дълъг престой в скачено състояние на МКС. Тя е една от малкото стартирали и завършили в тъмната част на денонощието.
В случай на повреда на совалката „Индевър“ при старта и невъзможност за нейното безопасно завръщане на Земята, се предвиждало екипажът да остане на МКС и да дочака спасителната експедиция (STS-324), която ще се проведе със совалката Дискавъри. Тази мярка е предвидена в съответствие с препоръките на комисията, която провеждала разследването на обстоятелствата около катастрофата на совалката „Колумбия“.

## Параметри на мисията
- Маса на совалката:
  - при старта: 122 364 кг
  - при приземяването: 94 158 кг
- Маса на полезния товар: 16 916 кг
- Перигей: 336 км
- Апогей: 346 км
- Инклинация: 51,6°
- Орбитален период: 91.3 мин

Скачване с „МКС“
- Скачване: 13 март 2008, 03:49 UTC
- Разделяне: 25 март 2008, 00:25 UTC
- Време в скачено състояние: 11 денонощия, 20 часа, 36 минути.

### Космически разходки
| № | Участници                      | Начало                 | Край                   | Продължителност  |
| - | ------------------------------ | ---------------------- | ---------------------- | ---------------- |
| 1 | Ричард Линехан и Гарет Райсмън | 14 март 2008 01:18 UTC | 14 март 2008 08:19 UTC | 7 часа 1 минута  |
| 2 | Ричард Линехан и Майкъл Форман | 15 март 2008 23:49 UTC | 16 март 2008 06:57 UTC | 7 часа 8 минути  |
| 3 | Робърт Бенкън и Ричард Линехан | 17 март 2008 22:51 UTC | 18 март 2008 05:44 UTC | 6 часа 53 минути |
| 4 | Робърт Бенкън и Майкъл Форман  | 20 март 2008 22:04 UTC | 21 март 2008 04:28 UTC | 6 часа 24 минути |
| 5 | Робърт Бенкън и Майкъл Форман  | 22 март 2008 20:34 UTC | 23 март 2008 02:36 UTC | 6 часа 2 минути  |

Това са съответно 79-, 80-, 81- и 82-ро излизане в открития космос, свързано с МКС, 1- и 2-ро излизане в открития космос на Джон Оливас и Стивън Суонсън, 3- и 4-то на Патрик Форестър и 4- и 5-о на Джеймс Райли.

## Галерия
- Модулът „Кибо“.
- Старта на совалката.
- Старта на совалката (видеофайл).
- „Декстър“, изведен от товарния отсек на совалката.
- Совалката приближава станцията за скачване
- Първото излизане в космоса: Ричард Линехан „лети“ към Гарет Райсмън.
- Скаченият „Кибо“ към Хармъни.
- Д. Райли (на манипулатора) и Д. Оливас (долу) по време на третата космическа разходка
- Четвъртата космическа разходка (Форестър вдясно и Суонсън)
- Приземяването на совалката